# (469615) 2004 PT107
(469615) 2004 PT107 ist ein großes transneptunisches Objekt im Kuipergürtel, das bahndynamisch als Cubewano (CKBO) oder als erweitertes Scattered Disk Object (DO) eingestuft wird. Aufgrund seiner Größe ist der Asteroid ein Zwergplanetenkandidat.

## Entdeckung
2004 PT107 wurde am 13. August 2004 von Marc Buie (offiziell) sowie Larry Wasserman, David Trilling, J. Lovering, James Elliot, J. Kane, M. Teyssier und Robert Millis mit dem 4,0-m-Víctor-M.-Blanco-Teleskop (DECam) am Cerro Tololo-Observatorium (Chile) entdeckt. Die Entdeckung wurde am 4. September 2004 zusammen mit 2003 QF113, 2004 OJ14, 2004 PR107 und 2004 PS107 bekanntgegeben, der Planetoid erhielt später von der IAU die Kleinplaneten-Nummer 469615.
Der Beobachtungsbogen des Asteroiden beginnt mit der offiziellen Entdeckungsbeobachtung am 13. August 2004. Im April 2017 lagen insgesamt 153 Beobachtungen über einen Zeitraum von 11 Jahren vor. Die bisher letzte Beobachtung wurde im Juli 2015 am Pan-STARRS-Teleskop (PS1) durchgeführt. (Stand 8. März 2019)

## Eigenschaften

### Umlaufbahn
2004 PT107 umkreist die Sonne in 259,46 Jahren auf einer leicht elliptischen Umlaufbahn zwischen 38,21 AE und 43,14 AE Abstand zu deren Zentrum. Die Bahnexzentrizität beträgt 0,061, die Bahn ist 26,08° gegenüber der Ekliptik geneigt. Derzeit ist der Planetoid 38,22 AE von der Sonne entfernt. Das Perihel durchlief er das letzte Mal 2019, der nächste Periheldurchlauf dürfte also im Jahre 2278 erfolgen.
Marc Buie (DES) klassifiziert den Planetoiden als erweitertes SDO (ESDO bzw. DO), während das Minor Planet Center ihn als Cubewano einordnet, wobei er zu den bahndynamisch «heißen» klassischen KBO gehört; letzteres führt ihn auch als Nicht-SDO und allgemein als «Distant Object».

### Größe und Rotation
Derzeit wird von einem Durchmesser von 400 km ausgegangen, basierend auf einem Rückstrahlvermögen von 3,2 % und einer absoluten Helligkeit von 6,33 m. Ausgehend von diesem Durchmesser ergibt sich eine Gesamtoberfläche von etwa 503.000 km2. Die scheinbare Helligkeit von 2004 PT107 beträgt 22,02 m.
Da es denkbar ist, dass sich 2004 PT107 aufgrund seiner Größe im hydrostatischen Gleichgewicht befindet und somit weitgehend rund sein könnte, erfüllt er möglicherweise die Kriterien für eine Einstufung als Zwergplanet. Mike Brown, der den Durchmesser selbst auf nur 290 km (Albedo 8 %, absolute Helligkeit 6,1 m) schätzt, geht davon aus, dass es sich bei 2004 PT107 nur vielleicht um einen Zwergplaneten handelt.
Anhand von Lichtkurvenbeobachtungen rotiert 2004 PT107 in 20 Stunden einmal um seine Achse. Daraus ergibt sich, dass er in einem 2004 PT107-Jahr 113719,7 Eigendrehungen („Tage“) vollführt. Da die damalige Beobachtungszeit nicht ausreichte, ist dieses Ergebnis jedoch unschlüssig.
| Jahr                                         | Abmessungen km     | Quelle              |
| -------------------------------------------- | ------------------ | ------------------- |
| 2012                                         | 290,75             | LightCurve DataBase |
| 2014                                         | 330,0 +110,0−100,0 | Lellouch u. a.      |
| 2014                                         | 400,0 +45,0−51,0   | Vilenius u. a.      |
| 2018                                         | 290,0              | Brown               |
| Die präziseste Bestimmung ist fett markiert. |                    |                     |